# نشانه آئوشپیتس
نشانهٔ آئوشْپیتس (انگلیسی: Auspitz's sign) یا نشانهٔ شبنم خونی به خونریزی‌های کوچک نقطه‌ای گفته می‌شود که در اثر خاراندن یا خراشیدن پوسته‌های پسوریازیس ایجاد می‌شود. این نشانهٔ پوستی که نامش را از متخصص پوست اتریشی هاینریش آئوشپیتس می‌گیرد، ممکن است در بیماری داریر و کراتوز آکتینیک هم گاهی دیده می‌شود.
باید توجه داشت که مانند بسیاری از نامگذاری‌های علائم پزشکی، هاینریش آئوشپیتس نخستین کسی نبود که علامتی را که به نام او زده شده، کشف کرد. در واقع این استادِ آئوشپیتس در دانشگاه علوم پزشکی وین (فردیناند ریتر فون هیبرا) و متخصص پوست فرانسوی اهل پاریس، ماری-گیوم-آلفونس دووِرژی بودند که نخستین بار به خونریزی‌های نقطه‌دار زیر پوسته‌های پسوریازیس اشاره کردند.
این خونریزی نقطه‌ای ناشی از نازک شدن لایه اپیدرم بر روی پاپیلاهای جلدی است. رگ‌های خونی داخل پاپیلا متسع و پرپیچ‌وخم هستند و اغلب با خراشیدن پوسته به راحتی خونریزی می‌کنند.
نشانهٔ آئوشپیتس اگرچه به‌طور معمول با پسوریازیس مرتبط است، اما پژوهش‌های بعدی نشان داد که این نشانه پوستی ارزش تشخیصی بسیار کمی برای پسوریازیس دارد. دلیلش آن است که چندین بیماری دیگر نیز این علامت را دارند (از جمله بیماری داریر و کراتوز آکتینیک). علاوه بر این، تنها تعداد کمی از پوسته‌های پسوریازیس هنگام خراشیدگی این علامت را نشان می‌دهند (کمتر از ۱۸٪). این به‌طور کلی نشان می‌دهد که نشانهٔ آئوشپیتس برای پسوریازیس نه چندان حساس است و نه اختصاصی، و بنابراین فقط باید در ترکیب با سایر یافته‌ها برای تشخیص بیماری استفاده شود.